# حول الشوافي (إب)

تعديل مصدري - تعديل

حول الشوافي محلة تابعة لقرية حقلة، التابعة لعزلة المقاطن بمديرية إب إحدى مديريات محافظة إب في الجمهورية اليمنية.، بلغ تعداد سكانها 158 حسب تعداد اليمن لعام 2004.